# Everglades
Le Everglades sono un'ecoregione paludosa subtropicale situata nella porzione meridionale dello stato della Florida, specificamente con parti nelle contee di Monroe, Collier, Palm Beach, Miami-Dade e Broward (codice WWF: NT0904). Benché molto modificate dallo sviluppo agricolo nella Florida centrale e meridionale, le Everglades formano la metà meridionale di un grande spartiacque che sorge nei pressi di Orlando, noto come sistema del fiume Kissimmee.
Il Kissimmee scorre da Taylor Creek, Nubbin Slough e Fisheating Creek, e si scarica nel vasto (1.890 km²) e poco profondo (3 m) lago Okeechobee. L'acqua che lascia il lago Okeechobee nella stagione umida forma le Everglades, un'inondazione annuale, poco profonda e dal movimento lento, che può arrivare a 65 km di larghezza e ad oltre 160 di lunghezza, e scorre verso sud attraverso una piattaforma calcarea all'estremità meridionale dello stato.

## Storia
Per gran parte della sua storia, un'esplorazione accurata delle Everglades fu resa impossibile dalla folta crescita della saw grass (lett. Erba sega, Cladium mariscus subsp. jamaicense), una pianta con foglie dal bordo seghettato e tagliente. Il primo europeo che penetrò la regione fu Hernando de Escalante Fontaneda, uno spagnolo che nel 1549 venne fatto prigioniero da un capo indiano. Fontaneda diede il nome ad un lago Laguno del Espiritu Santo, e ad alcune isole Cayos del Espiritu Santo. Fra il 1841 e il 1856 diverse spedizioni delle forze armate degli Stati Uniti si inoltrarono nelle Everglades per scacciare dall'area la tribù dei Seminole, che vi aveva trovato rifugio. Le esplorazioni più importanti, negli ultimi anni del XIX secolo, furono quelle del maggiore Archie P. Williams nel 1883, James E. Ingraham nel 1892 e Hugh L. Willoughby nel 1897. I Seminole erano a quell'epoca gli unici presenti nell'area.
Nel 1850 in base all'Arkansas Bill, o Swamp and Overflow Act, praticamente tutte le Everglades, che lo stato aveva sollecitato il governo federale a prosciugare, vennero girate allo stato per tale scopo, con la condizione che tutti i ricavi da tali terre venissero usati per la loro bonifica. Un consiglio di fiduciari dell'Internal Improvement Fund, creato nel 1855 e avente come membri ex officio il governatore, il controllore, il tesoriere, il procuratore generale e il commissario generale, vendette alle compagnie ferroviarie gran parte delle concessioni. Tra il 1881 e il 1896 una compagnia privata che possedeva 16.000 km² delle Everglades, tentò di scavare un canale dal Lago Okeechobee attraverso il lago Hicpochee e lungo il fiume Caloosahatchee fino al golfo del Messico; il canale venne chiuso nel 1902 per via delle inondazioni.

ei canali vennero iniziati sotto il controllo dello stato nel 1905 dal lago verso l'Oceano Atlantico, il più settentrionale a Jensen, quello più meridionale a Fort Lauderdale; il costo totale, stimato in 1.035.000$ per la bonifica di 12.500 km², venne pagato da una tassa sul drenaggio, che non doveva eccedere i dieci centesimi per acro (24,71$/km²), imposta dai fiduciari dell'Internal Improvement e dal Consiglio dei commissari del drenaggio. La piccola area bonificata prima di quell'anno (1905) fu trovata molto fertile e particolarmente adatta a coltivare canna da zucchero, arance e verdura da orto.

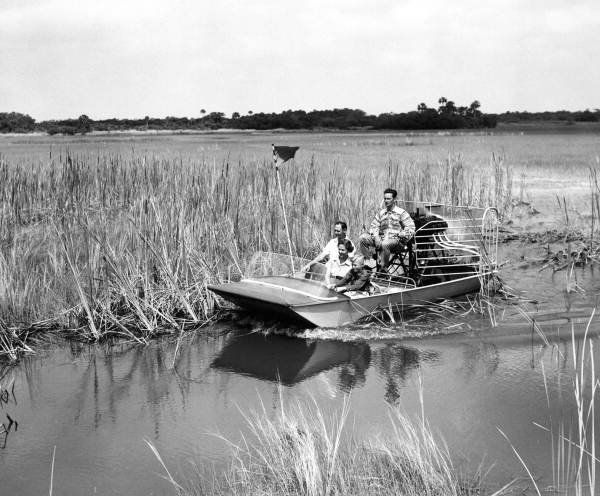
Le Everglades in una foto del 1958

La pubblicazione, nel 1947, di Everglades: River of Grass di Marjory Stoneman Douglas, fu tra i naturalisti una scossa quanto la pubblicazione di Silent Spring (Primavera silenziosa) di Rachel Carson. Il libro attirò l'attenzione sulla vasta area che rende abitabile la Florida Meridionale, ma che veniva trattata dagli interessi agricoli e da quelli edili come una palude senza valore, che i genieri dell'esercito statunitense sarebbero stati in grado di prosciugare. Contribuì inoltre all'ordine esecutivo del presidente Harry S. Truman, che più in là nello stesso anno protesse più di 8.000 km² con l'Everglades National Park.
La forza del nome della signora Douglas fu tale che quando una legge, disegnata dai legali che rappresentavano le industrie dei coltivatori di canna da zucchero, propose di sospendere per dodici anni tutti gli standard sulla qualità dell'acqua nelle paludi, questa venne chiamata Marjory Stoneman Douglas Act — finché la centotreenne autrice richiese che il proprio nome venisse rimosso dalla legge in attesa. La legge venne approvata nel 1994, rinominata in Everglades Forever Act, e venne emendata nel 2003.
Un accordo definitivo tra il governo federale e lo Stato della Florida, approvato dal Giudice William Hoeveler, ordinò la riduzione dei livelli di fosforo nel Loxahatchee National Wildlife Refuge e nel Parco Nazionale delle Everglades per il 31 dicembre 2006. Inoltre, nel 2004 lo Stato della Florida adottò una concentrazione limite di fosforo di 10 parti per miliardo all'interno dell'area protetta delle Everglades, che comprende il Loxahatchee National Wildlife Refuge e il Parco Nazionale delle Everglades oltre alle zone di Conservazione delle acque 2 e 3. L'eccesso di fosforo deriva principalmente dai fertilizzanti usati dai coltivatori di canna da zucchero e da altre attività agricole.

## Territorio
Le Everglades si estendono dal lago Okeechobee a nord, alla baia di Florida a sud ed erano un tempo delimitate dalla palude della riserva nazionale di Big Cypress ad ovest e dalla costa atlantica ad est. Sono state chiamate fiume d'erba (Douglas, 1947) a causa del lento scorrere delle acque dall'Okeechobee in direzione sud e della predominanza di una ciperacea chiamata Cladium mariscus subsp. jamaicense.
In questa zona estremamente pianeggiante i pochi punti leggermente elevati sono generalmente coperti da alberi, solitamente cipressi.
Esistono diversi piccoli fiumi, come il Miami e il New River ad est e lo Shark River a sud-ovest. Il movimento delle acque di superficie è generalmente in direzione sud-sudest.
Circa il 50 percento delle Everglades originarie sono state sacrificate in favore dell'agricoltura. Gran parte di ciò che resta è oggi protetto da un parco nazionale e da aree di conservazione delle acque. L'acqua delle Everglades viene ancora usata come fonte idrica per grandi città dell'area quali Miami. Le Everglades sono attraversate da ovest a est da una strada a pagamento chiamata Alligator Alley, che fa parte della Interstate 75.

## Flora

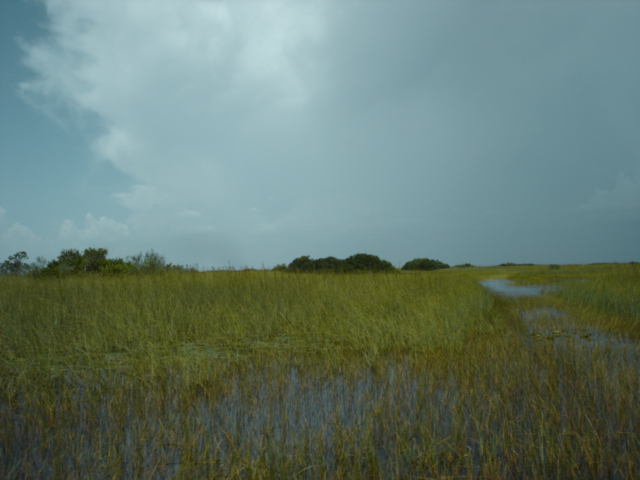
Il tipico paesaggio delle paludi delle Everglades (sawgrass marsh).

L'habitat più caratteristico delle Everglades sono le paludi di "erba-sega" (sawgrass marsh), grandi distese d'acqua fluviale poco profonda, dominate dalla presenza della ciperacea Cladium mariscus subsp. jamaicense; sono questi i "fiumi d'erba" della letteratura, che un tempo occupavano oltre un terzo della superficie della Florida meridionale.
Nelle acque più profonde degli stagni sono presenti diverse specie di ninfee (Nymphaea spp., Nuphar spp.) e piante carnivore (Utricularia spp.).
Un altro habitat caratteristico delle Everglades sono i cosiddetti hammocks, piccoli isolotti calcarei, i più grandi dei quali sono estesi sino 40 km², che si ergono da 1 a 3 m sul livello dell'acqua, ricoperti da una fitta vegetazione tropicale.

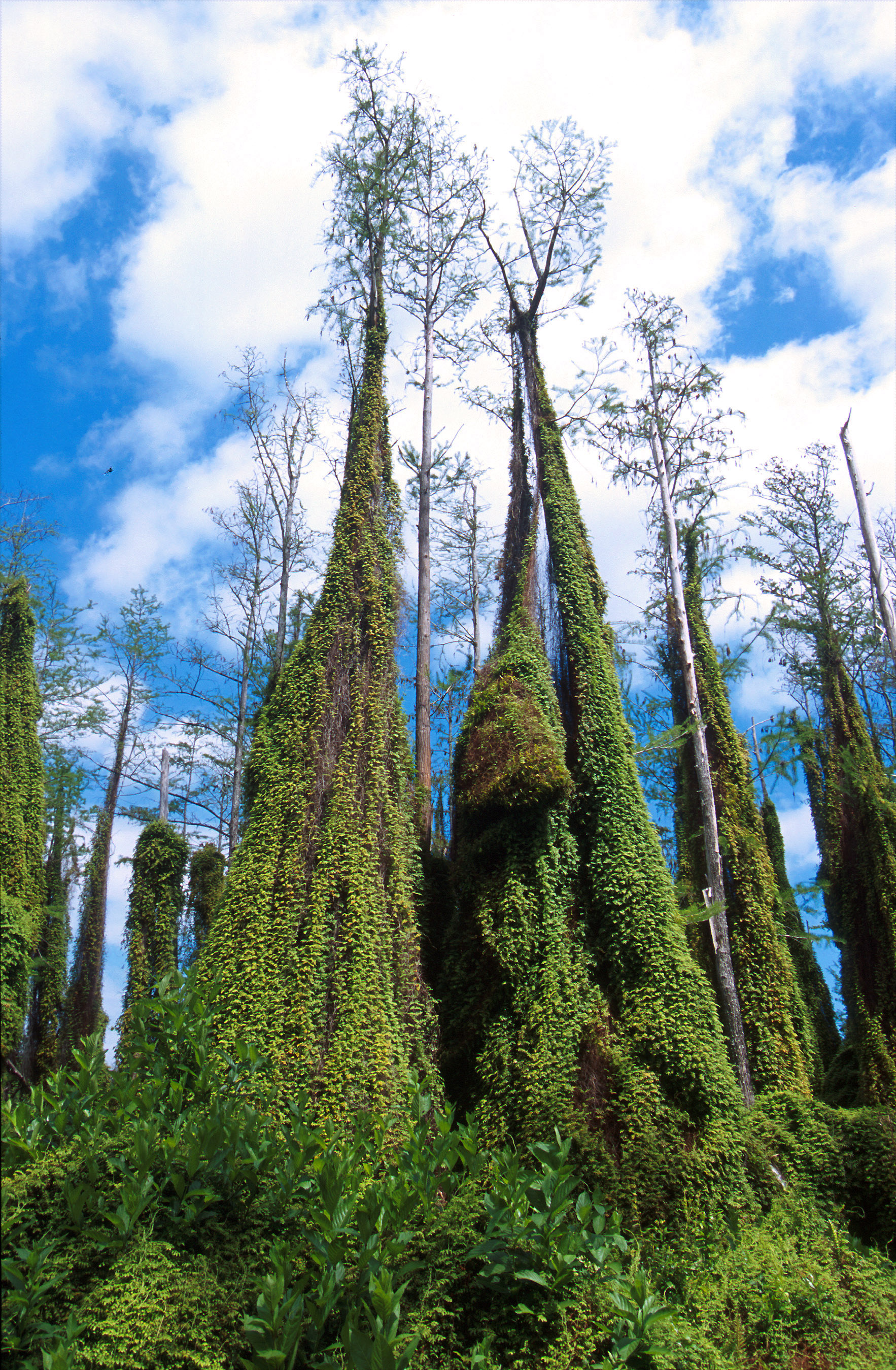
Felci rampicanti (Lygodium microphyllum) che sovrastano alberi di cipresso nelle Everglades

Sugli hammock possono svilupparsi, a seconda delle caratteristiche del terreno, aggregazioni monospecifiche di Persea borbonia, foreste di annona palustre (Annona glabra), foreste di cipresso palustre (Taxodium distichum), ovvero foreste miste alla cui formazione concorrono diverse specie arboree tropicali tra cui il palmetto (Serenoa repens), la quercia meridionale sempreverde (Quercus virginiana), il gumbo-limbo (Bursera simaruba), le palme reali (Roystonea spp.) e la sapotacea Sideroxylon salicifolium. Queste isole di vegetazione tropicale sono l'habitat ideale per piccoli mammiferi, rettili e anfibi.
Nelle aree estuarine, in cui le acque dolci dell'Okeechobee e del Big Cypress si mischiano con le acque salate dell'oceano, è presente una densa comunità di mangrovie in cui coesistono mangrovie rosse (Rhizophora mangle), mangrovie nere (Avicennia germinans) e mangrovie bianche (Laguncularia racemosa).

### Specie alloctone
Le Everglades ospitano una moltitudine di specie aliene.
La principale specie vegetale alloctona introdotta dall'uomo è la melaleuca (Melaleuca quinquenervia), originaria dell'Australasia. I semi di questa specie, che consuma una grande quantità di acqua, venivano sparsi in passato dagli aeroplani al fine di prosciugare le paludi per farne terreni coltivabili. La melaleuca ha trovato condizioni estremamente favorevoli, rivelandosi una vera e propria specie infestante, in grado di diffondersi con estrema rapidità, soppiantando la vegetazione nativa. Dopo appena 3 anni dalla germinazione una pianta di melaleuca è in grado di produrre una moltitudine di semi. Un esemplare maturo può produrne più di un milione per anno.
L'albero del pepe brasiliano (Schinus terebinthifolia) è una specie sudamericana invasiva che si è perfettamente ambientata nelle Everglades, mostrando tendenza a spargersi rapidamente e a soppiantare le specie native. È difficile da eradicare e si propaga rapidamente grazie agli uccelli che mangiano le sue piccole bacche rosse.
Un serio problema costituisce anche la diffusione della felce rampicante Lygodium microphyllum, originaria del Vecchio Mondo: questa specie ricopre fittamente le zone in cui cresce, soppiantando la flora autoctona; arrampicandosi sin sulle cime degli alberi più alti, si trasforma, in caso di incendio in una vera e propria "scala" per il fuoco, permettendogli di raggiungere gli strati più alti della canopia.
Altre specie alloctone presenti in maniera significativa sono il giacinto d'acqua (Eichhornia crassipes), la
casuarina comune (Casuarina equisetifolia), Colubrina asiatica e Thespesia populnea.

## Fauna
L'ecoregione ospita una notevole biodiversità animale: sono state censite 30 specie di rettili, 14 specie di anfibi, 17 specie di mammiferi e oltre 70 specie di uccelli nidificanti.

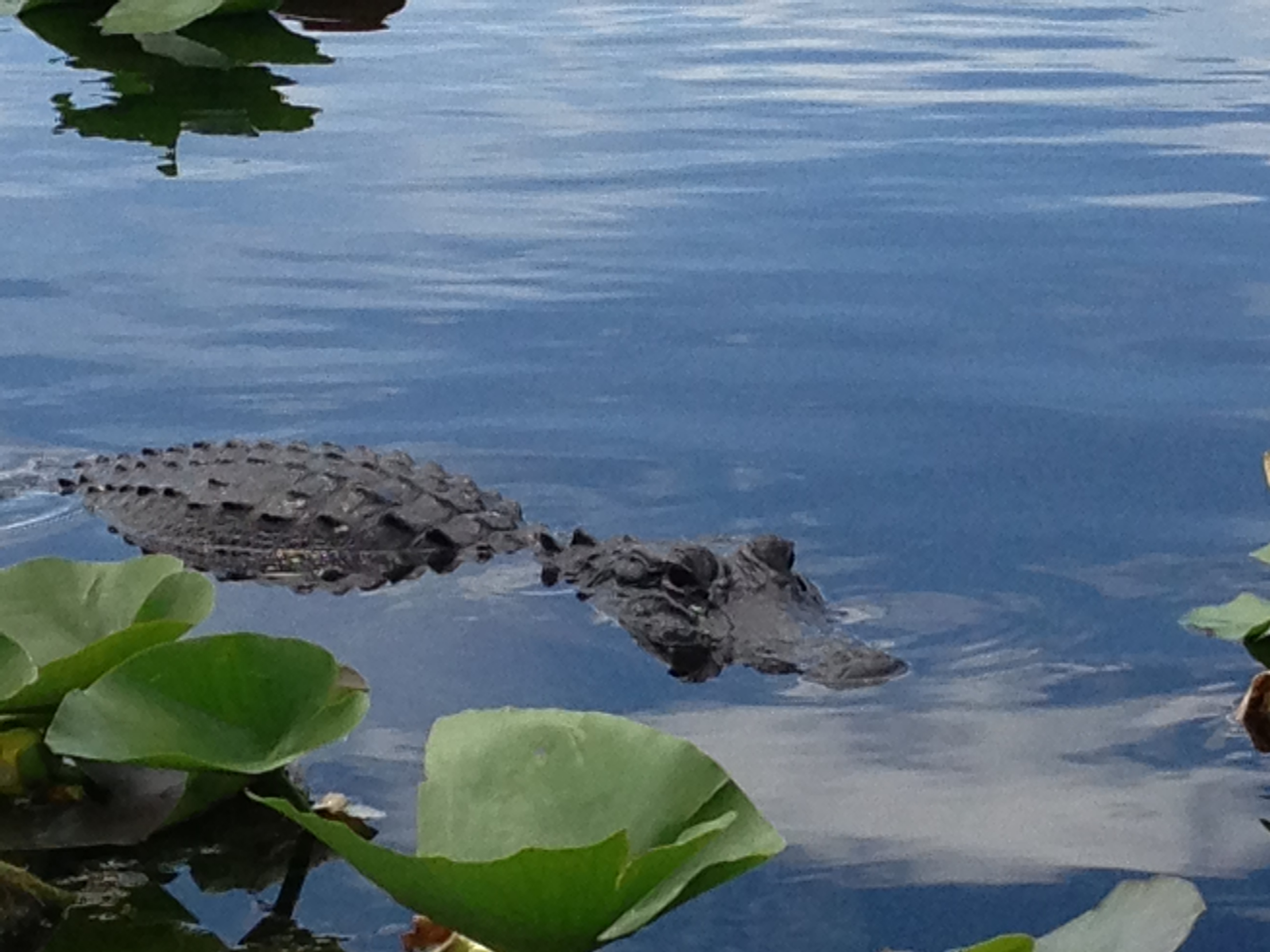
Alligatore del Mississippi (Alligator mississippiensis)

Tra i rettili sono presenti tre predatori primari dell'ecoregione: l'alligatore del Mississippi (Alligator mississippiensis), il caimano dagli occhiali (Caiman crocodilus) e il coccodrillo americano (Crocodylus acutus).
Altro predatore primario è il puma (Puma concolor couguar), una volta diffuso in tutti gli Stati Uniti sud-orientali, e ora ristretta al sud della Florida, con una popolazione stimata di meno di 100 esemplari. Altri mammiferi presenti in questo habitat semi-acquatico sono il cervo dalla coda bianca (Odocoileus virginianus), la lince rossa (Lynx rufus), il coniglio degli acquitrini (Sylvilagus palustris), il procione (Procyon lotor), l'opossum (Didelphis marsupialis), la volpe grigia (Urocyon cinereoargenteus), l'armadillo a nove fasce (Dasypus novemcinctus) e la lontra di fiume nordamericana (Lontra canadensis). Nelle acque costiere non è raro incontrare il lamantino dei Caraibi (Trichechus manatus).

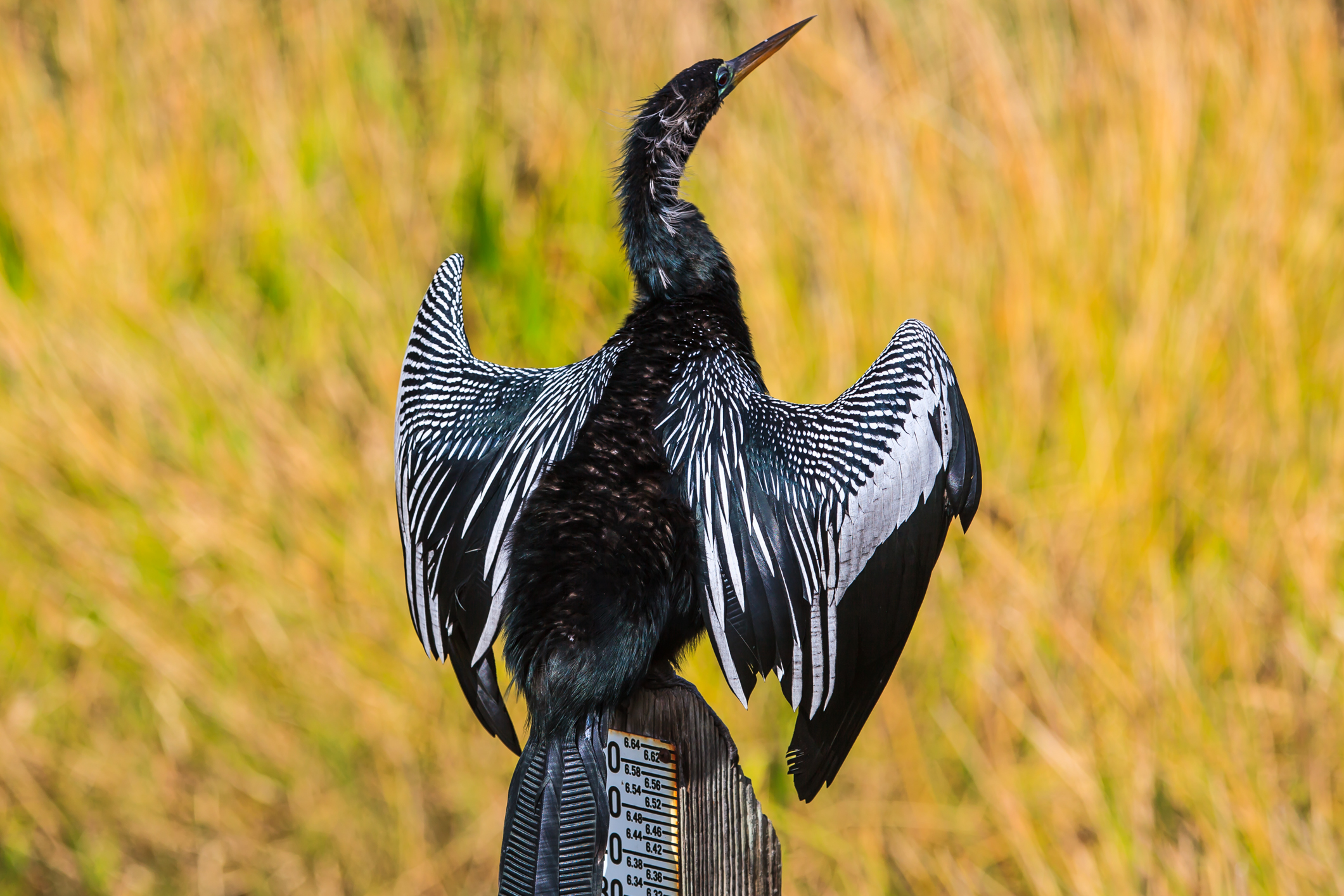
Aninga americana (Anhinga anhinga)

Considerando anche le specie di passo, nella regione sono state segnalate oltre 360 differenti specie di uccelli. Tra le specie che nidificano in questo territorio vi sono l'ibis bianco (Eudocimus albus), la cicogna americana (Mycteria americana), l'airone verde (Butorides virescens), l'airone bianco maggiore (Ardea alba), l'airone azzurro maggiore (Ardea herodias), la garzetta nivea (Egretta thula), l'airone tricolore (Egretta tricolor), l'airone azzurro minore (Egretta caerulea), l'airone guardabuoi (Bubulcus ibis), la garzetta rossastra (Egretta rufescens), la nitticora (Nycticorax nycticorax), la nitticora capogiallo (Nyctanassa violacea), il tarabusino minore americano (Ixobrychus exilis), il mignattaio (Plegadis falcinellus), la spatola rosata (Platalea ajaja), il podilimbo (Podilymbus podiceps), il pellicano bruno (Pelecanus occidentalis), il marangone dalla doppia cresta (Phalacrocorax auritus), l'aninga (Anhinga anhinga). La regione ospita anche diversi rapaci tra cui l'aquila calva (Haliaeetus leucocephalus), il falco pescatore (Pandion haliaetus), il nibbio codadirondine (Elanoides forficatus), il nibbio codabianca (Elanus leucurus), il nibbio delle Everglades (Rostrhamus sociabilis), la poiana spallerosse (Buteo lineatus) e necrofagi come l'urubù (Coragyps atratus) e l'avvoltoio collorosso (Cathartes aura).

### Specie alloctone
Molte specie esotiche sono state incidentalmente rilasciate nelle Everglades dalle aree urbane circostanti. Alcune di esse hanno trovato condizioni favorevoli e hanno stabilito popolazioni autosufficienti, in competizione per il cibo e lo spazio con gli animali nativi.
Tra le specie aliene va citato il pitone birmano (Python molurus bivittatus), un serpente nativo dell'Asia meridionale, che può raggiungere lunghezze di 6 m. Rilasciato da qualche incauto collezionista, il pitone birmano ha trovato nelle Everglades condizioni estremamente favorevoli per il suo sviluppo: a partire dal 2002, più di 2.000 pitoni sono stati rimossi dal parco e dalle zone circostanti, e sono solo una frazione della popolazione totale. La loro diffusione rappresenta una seria minaccia per l'intero ecosistema: a farne le spese sono non solo diverse specie autoctone di mammiferi e uccelli ma anche predatori primari come l'alligatore del Mississippi.
Una delle specie invasive con il maggior impatto sulla fauna autoctona è il gatto (Felis catus), sia domestico che selvatico. Si stima che in Florida esistano oltre 5 milioni di gatti e che ciascuno di essi sia in grado di uccidere sino a 100 esemplari di uccelli o piccoli mammiferi per anno, con effetti devastanti sulla fauna autoctona; la loro presenza minaccia la sopravvivenza di molte specie quali il topo delle dune (Peromyscus polionotus), il topo del cotone (Peromyscus gossypinus), il coniglio delle paludi (Sylvilagus palustris hefneri), la ghiandaia di Santa Cruz (Aphelocoma coerulescens). Essi possono inoltre essere vettori di malattie quali la leucemia felina, la panleucopenia felina e la rabbia, che possono trasmettere ad altri felini tra cui la lince e la pantera.

## Conservazione
Le Everglades sono considerate un'ecoregione vulnerabile.
Nell'ecoregione sussistono tre grandi aree naturali protette:
- il Parco Nazionale delle Everglades (6253 km²), Patrimonio dell'umanità dell'UNESCO, preserva la porzione meridionale delle Everglades.
- la Riserva nazionale di Big Cypress (222 km²)
- l'Arthur Marshall Loxahatchee National Wildlife Refuge (572 km²)

Sebbene la maggioranza delle acque delle Everglades soddisfi gli standard di qualità attuali, circa il 10% delle acque rimane inquinata. Lo Stato della Florida e il Genio Militare stanno realizzando numerosi progetti per alcuni miliardi di dollari, secondo il Piano di risanamento Globale delle Everglades, per assicurare la giusta quantità, qualità, tempistica e distribuzione delle acque alle Everglades e a tutto il Sud della Florida.